# C21H18N2O5
化学式C21H18N2O5（摩尔质量：378.38 g/mol）可以指：
- 7-甲氧基喜树碱，CAS号：80735-03-1
- 7-羟甲基喜树碱，CAS号：78287-14-6
- 9-甲氧基喜树碱，CAS号：39026-92-1
- 10-甲氧基喜树碱，CAS号：19685-10-0
- 12-甲氧基喜树碱，CAS号：58546-30-8
- 3,5-二甲氧基-N-(3-硝基联苯-4-基)苯甲酰胺，CAS号：1352637-91-2

|  | 这个同类索引页列出了具有相同分子式的化学物（即同分異構體）条目。 除非您是有意链接至本页，否则应将相应条目的内部链接指向正确的条目。 |